# Brett Rumford
Brett Michael Rumford, né le 27 juillet 1977 à Perth en Australie, est un golfeur professionnel australien qui évolue actuellement[Quand ?] sur le Tour européen PGA, et auparavant sur le PGA Tour ainsi que sur le PGA Tour of Australasia.

## Biographie
Brett Rumford commence à jouer au golf dès l'âge de dix ans. Il fait partie de l'équipe d'Australie amateur, en équipe avec les futurs membres du PGA Tour Aaron Baddeley, Brendan Jones et Kim Felton. Il intègre le programme d'élite de l'Australian Institute of Sport (AIS). Il est notamment reconnu pour sa personnalité calme et une grande éthique dans le sport qui l'a aidé au cours de sa carrière. 
En 1999, encore amateur il gagne sur le PGA Tour of Australasia l'ANZ Players Championship. Il passe professionnel l'année suivante. Dès 2011 il devient membre du Tour européen sur lequel il a remporté cinq titres. 
Il remporte son premier titre en 2003 en France lors du Aa St Omer Open, tournoi commun au Tour européen et au Challenge Tour. L'année suivante il gagne son deuxième tournoi en Irlande lors de l'Irish Open. Il termine l'année 37e de l'Ordre du mérite. Il signe sa troisième victoire en 2007 à l'Omega European Masters, en Suisse. En fin d'année, il obtient ses droits de jeu sur le PGA Tour pour 2008, après avoir gagné sa carte aux qualifications. Il finit la saison au 149e rang de la FedEx Cup, ce qui lui fait perdre l'accès au PGA Tour. L'année suivante il revient jouer sur le Tour européen. 
En avril 2013, il gagne pour la quatrième fois un tournoi du Tour européen et, la première depuis six ans, lors du  Ballantine's Championship, en Corée du Sud. En play-off, Il bat Marcus Fraser et Peter Whiteford en réalisant un eagle au premier trou supplémentaire. La semaine suivante, il continue sur cette performance en remportant en Chine le Volvo China Open, son cinquième titre sur Tour européen avec un score de -16, 4 coups devant Mikko Ilonen. Avec cette victoire, il devient alors le 31e joueur à gagner deux tournois consécutifs et le premier depuis Branden Grace en janvier 2012. Il se classe dès lors aux premières places du classement de la Race to Dubai,. 
En 2015, il remporte sur le PGA Tour of Australasia le Western Australia PGA Championship. En 2017, il remporte à Perth ou il réside le Perth International, tournoi commun au Tour européen PGA et au PGA Tour of Australasia.

## Victoires amateur (2)
- 1998 : Australian Amateur, Lake Macquarie Amateur
- 1999 : ANZ Players Championship

## Victoires professionnel (8)

### Victoire sur Tour européen (6)
| No. | Date             | Tournoi                    | Score final           | Différence de coups avec le(s) finaliste(s) | Finalistes                            |
| --- | ---------------- | -------------------------- | --------------------- | ------------------------------------------- | ------------------------------------- |
| 1   | 15 juin 2003     | Aa St Omer Open1           | −15 (64-70-68-67=269) | 5                                           | Ben Mason                             |
| 2   | 25 juillet 2004  | Nissan Irish Open          | −14 (66-71-70-67=274) | 4                                           | Pádraig Harrington, Raphaël Jacquelin |
| 3   | 9 septembre 2007 | Omega European Masters     | −16 (68-66-66-68=268) | Playoff                                     | Phillip Archer                        |
| 4   | 28 avril 2013    | Ballantine's Championship2 | −11 (73-67-69-68=277) | Playoff                                     | Marcus Fraser, Peter Whiteford        |
| 5   | 5 mai 2013       | Volvo China Open3          | −16 (68-67-69-68=272) | 4                                           | Mikko Ilonen                          |
| 6   | 19 février 2017  | Perth International4       | N/A                   | 2 & 1                                       | Phachara Khongwatmai                  |

1 Inscrit également au Challenge Tour
2 Inscrit également à l'Asian Tour
3 Inscrit également à l'OneAsia Tour
4 Inscrit également à le PGA Tour of Australasia
Playoffs sur le Tour européen (2–0)
| No. | Année | Tournoi                   | Adversaire(s)                  | Resultat                          |
| --- | ----- | ------------------------- | ------------------------------ | --------------------------------- |
| 1   | 2007  | Omega European Masters    | Phillip Archer                 | Birdie au 1er trou supplémentaire |
| 2   | 2013  | Ballantine's Championship | Marcus Fraser, Peter Whiteford | Eagle au 1er trou supplémentaire  |

### Victoire sur l'Asian Tour (1)
| No. | Date          | Tournoi                    | Score final           | Différence de coups avec le(s) finaliste(s) | Finalistes                     |
| --- | ------------- | -------------------------- | --------------------- | ------------------------------------------- | ------------------------------ |
| 1   | 28 avril 2013 | Ballantine's Championship1 | −11 (73-67-69-68=277) | Playoff                                     | Marcus Fraser, Peter Whiteford |

Inscrit également au Tour européen

### Victoire sur le OneAsia Tour (1)
| No. | Date       | Tournoi           | Score final           | Différence de coups avec le(s) finaliste(s) | Finalistes   |
| --- | ---------- | ----------------- | --------------------- | ------------------------------------------- | ------------ |
| 1   | 5 mai 2013 | Volvo China Open1 | −16 (68-67-69-68=272) | 4                                           | Mikko Ilonen |

Inscrit également au Tour européen

### Victoire sur le Challenge Tour (1)
| No. | Date         | Tournoi          | Score final           | Différence de coups avec le(s) finaliste(s) | Finalistes |
| --- | ------------ | ---------------- | --------------------- | ------------------------------------------- | ---------- |
| 1   | 15 juin 2003 | Aa St Omer Open1 | −15 (64-70-68-67=269) | 5                                           | Ben Mason  |

Inscrit également au Tour européen

### Victoires sur le PGA Tour of Australasia (2)
- 1999 : ANZ Players Championship (en amateur)
- 2015 : TX Civil & Logistics WA PGA Championship
- 2016 : Perth International

### Autre victoire (1)
- 2005 : Western Australian Open

## Résultats dans les tournois majeurs
| Tournoi               | 2001 | 2002 | 2003 | 2004 | 2005 | 2006 | 2007 | 2008 | 2009 | 2010 | 2011 | 2012 | 2013 | 2014 | 2015 |
| --------------------- | ---- | ---- | ---- | ---- | ---- | ---- | ---- | ---- | ---- | ---- | ---- | ---- | ---- | ---- | ---- |
| Masters Tournament    | DNP  | DNP  | DNP  | DNP  | DNP  | DNP  | DNP  | DNP  | DNP  | DNP  | DNP  | DNP  | DNP  | DNP  | DNP  |
| U.S. Open             | DNP  | DNP  | DNP  | DNP  | DNP  | DNP  | DNP  | DNP  | DNP  | DNP  | DNP  | DNP  | DNP  | DNP  | DNP  |
| The Open Championship | CUT  | DNP  | DNP  | DNP  | DNP  | T16  | DNP  | DNP  | DNP  | DNP  | DNP  | DNP  | CUT  | CUT  | T74  |
| PGA Championship      | DNP  | DNP  | DNP  | DNP  | DNP  | DNP  | DNP  | DNP  | DNP  | DNP  | DNP  | DNP  | CUT  | DNP  | DNP  |

DNP = N'a pas joué
CUT = n'a pas passé le cut
"T" = a passé le cut
En jaune, classé dans les 10 premiers.

## Tournoi par équipe
Amateur
- Eisenhower Trophy (représentant l'Australie) : 1998